# Prionostemma aureum
Prionostemma aureum is een hooiwagen uit de familie Sclerosomatidae.